# Carl-Friedrich von Langen
Carl Friedrich Freiherr von Langen (25 de julio de 1887-2 de agosto de 1934) fue un jinete alemán que compitió en la modalidad de doma. Participó en los Juegos Olímpicos de Ámsterdam 1928, obteniendo dos medallas de oro, en las pruebas individual y por equipos.

## Palmarés internacional
| Juegos Olímpicos | Juegos Olímpicos         | Juegos Olímpicos | Juegos Olímpicos |
| Año              | Lugar                    | Medalla          | Categoría        |
| ---------------- | ------------------------ | ---------------- | ---------------- |
| 1928             | Ámsterdam (Países Bajos) | Medalla de oro   | Individual       |
| 1928             | Ámsterdam (Países Bajos) | Medalla de oro   | Por equipos      |